# Conophytum smorenskaduense
Conophytum smorenskaduense är en isörtsväxtart som beskrevs av De Boer. Conophytum smorenskaduense ingår i släktet Conophytum, och familjen isörtsväxter. Inga underarter finns listade i Catalogue of Life.